# Пол Бенкс
Пол Джуліан Бенкс (англ. Paul Julian Banks; нар. 3 травня 1978) — американський музикант англійського походження, співак, автор пісень та ді-джей. Відомий своїм баритоном, найбільш відомий як вокаліст, ритм-гітарист і студійний басист американського рок-гурту Interpol. Він випустив сольний альбом під назвою Julian Plenti is… Skyscraper у 2009 році під ім'ям Джуліан Пленті, хоча його сольний матеріал тепер записується під його справжнім ім'ям.